# Skraeckoedlan
 (juillet 2023).
Skraeckoedlan est un groupe de stoner rock suédois formé en 2009 à Norrköping.

## Discographie
Démo
- 2010 – Flykten från Tellus (CD, numérique)
- 2010 – Världarnas fall (numérique)

Albums studio
- 2011 – Äppelträdet (CD, LP)
- 2015 – Sagor (2 x LP, numérique)
- 2019 – Eorþe (‘Earth’)
- 2024 – Vermillion Sky

Album live
- 2013 – Live at the kulturhus

EP
- 2012 – Mesozoikum (12" vinyle)

Split
- 2016 – Lonely Place/Talisman (10" vinyle) avec Black Temple

Compilation
- 2012 – Flykten från Tellus + Världarnas fall (cassette)